# Robert Bakewell
Robert Bakewell (1725, Dishley, Leicestershire - 1 de octubre de 1795, Dishley) fue un agricultor inglés, cuya granja se volvió famosa por ser un modelo de taylorismo.
Revolucionó el ganado bovino y lanar mediante clasificación sistemática, endogamia y matanza selectiva. Fue uno de los primeros en criar ovejas y reses para consumo cárnico y el primero en establecer a gran escala, la práctica de alquilar animales para ser destinados a servir como sementales.
Entre sus logros se encuentran la vaca Leicester longhorn (actualmente superada por la Shorthorn) y la oveja Leicester.